# Park Narodowy Wielkich Himalajów
Park Narodowy Wielkich Himalajów (ang. Great Himalayan National Park – GHNP) – park narodowy o powierzchni administracyjnej 1171 km kwadratowych, położony w regionie miasta Kullu w stanie Himachal Pradesh, w zachodnich Himalajach.
Habitat wielu gatunków flory i fauny, z czego 209 gatunków ptaków i 125 gatunków owadów.  
W 2014 roku pierwotny obszar parku został wpisany na listę światowego dziedzictwa UNESCO.  

## Historia
Park został powołany do życia w 1984 roku, a w 1999 został ustanowiony parkiem narodowym. Obejmował wówczas powierzchnię ok. 755 km kwadratowych. W 1994 roku przy zachodniej granicy parku ustanowiono 5–kilometrowy pas ochronny o powierzchni ok. 265 km kwadratowych, na którego terenie znalazło się 160 wiosek. Wokół trzech wiosek: Shagwar, Shakti i Marore utworzono rezerwat. Przy południowej granicy parku ustanowiony obszar chroniony o powierzchni 65 km kwadratowych, który nie jest zamieszkany. W 2010 roku do parku przyłączono tereny sanktuariów Sainj i Tirthan. W 2014 roku park administrował terenem o powierzchni 1171 km kwadratowych obejmujących park, obszary chronione i sanktuaria, tworząc Great Himalayan National Park Conservation Area (GHNPCA)
W 2014 roku pierwotny obszar parku – ok. 755 km kwadratowe – został wpisany na listę światowego dziedzictwa UNESCO.

## Opis
Park o powierzchni 90,540 ha obejmuje obszary zróżnicowane pod względem wysokości, od terenów wysokogórskich powyżej 6000 m n.p.m. po tereny poniżej 2000 m n.p.m., rozciągając obszar chroniony od łąk alpejskich po lasy monsunowe. Na terenie parku znajdują się lodowce zasilające rzeki Jiwa Nal, Sainj, Tirthan i Parvati wpadające do Bjasu dopływu Indusu. 
Park znajduje się na styku dwóch największych na świecie krain zoogeograficznych: krainy orientalnej i krainy palearktycznej. Habitat wielu gatunków flory i fauny, w tym gatunków endemicznych. Na terenie parku występuje 805 gatunków roślin naczyniowych, 192 gatunki porostów, 12 wątrobowców i 25 mchów. Prawie 60% występujących tu okrytonasiennych to endemity Himalajów zachodnich. W parku zanotowano występowanie 31 gatunków ssaków, 209 gatunków ptaków, 9 płazów, 12 gadów i 125 gatunków owadów.

## Galeria

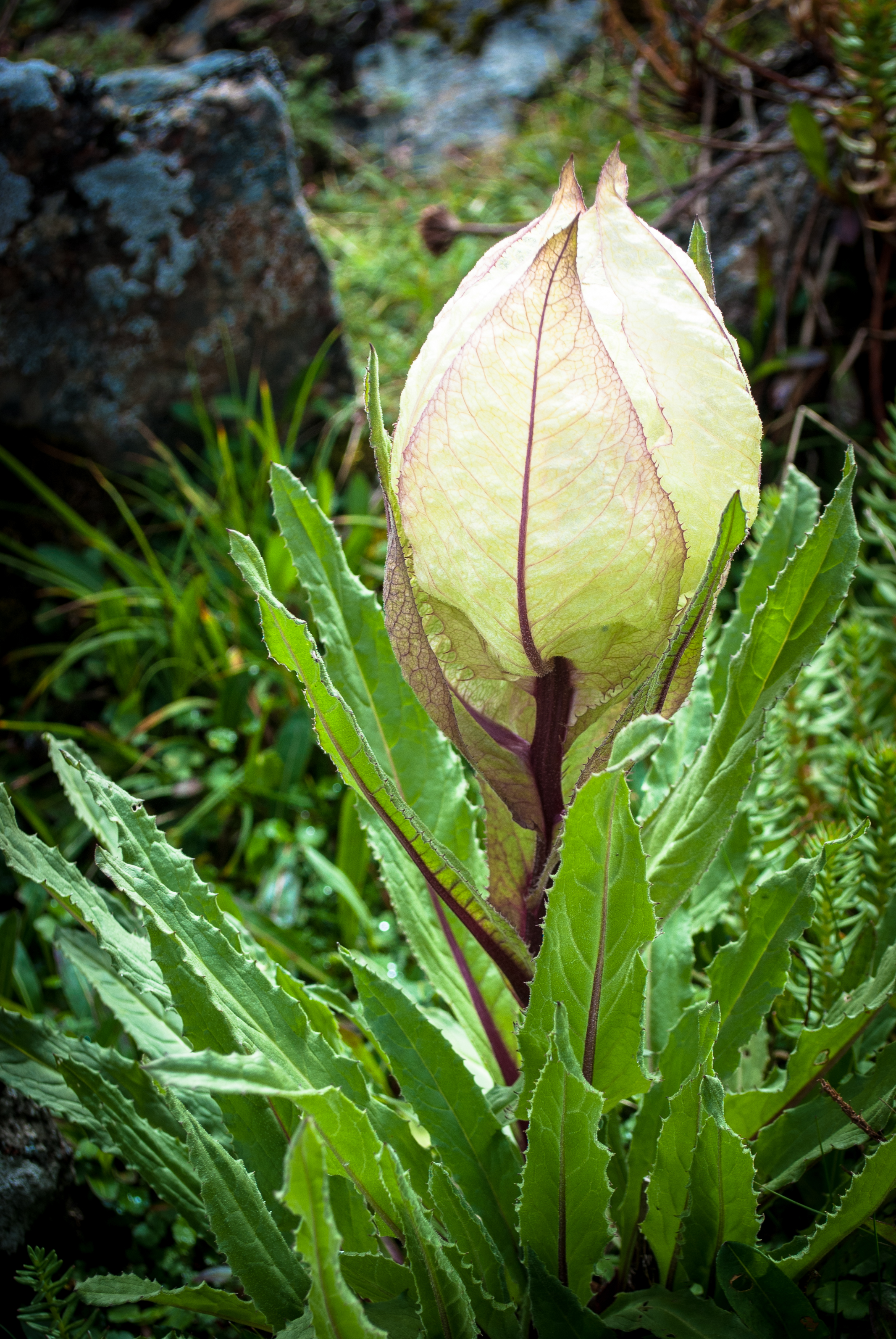
Saussurea obvallata
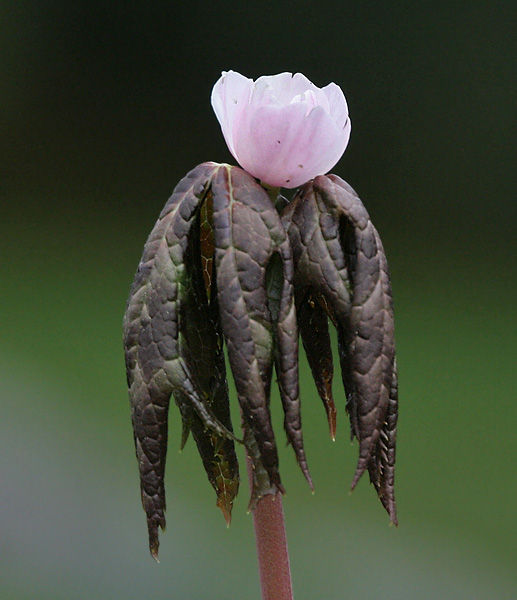
Sinopodophyllum
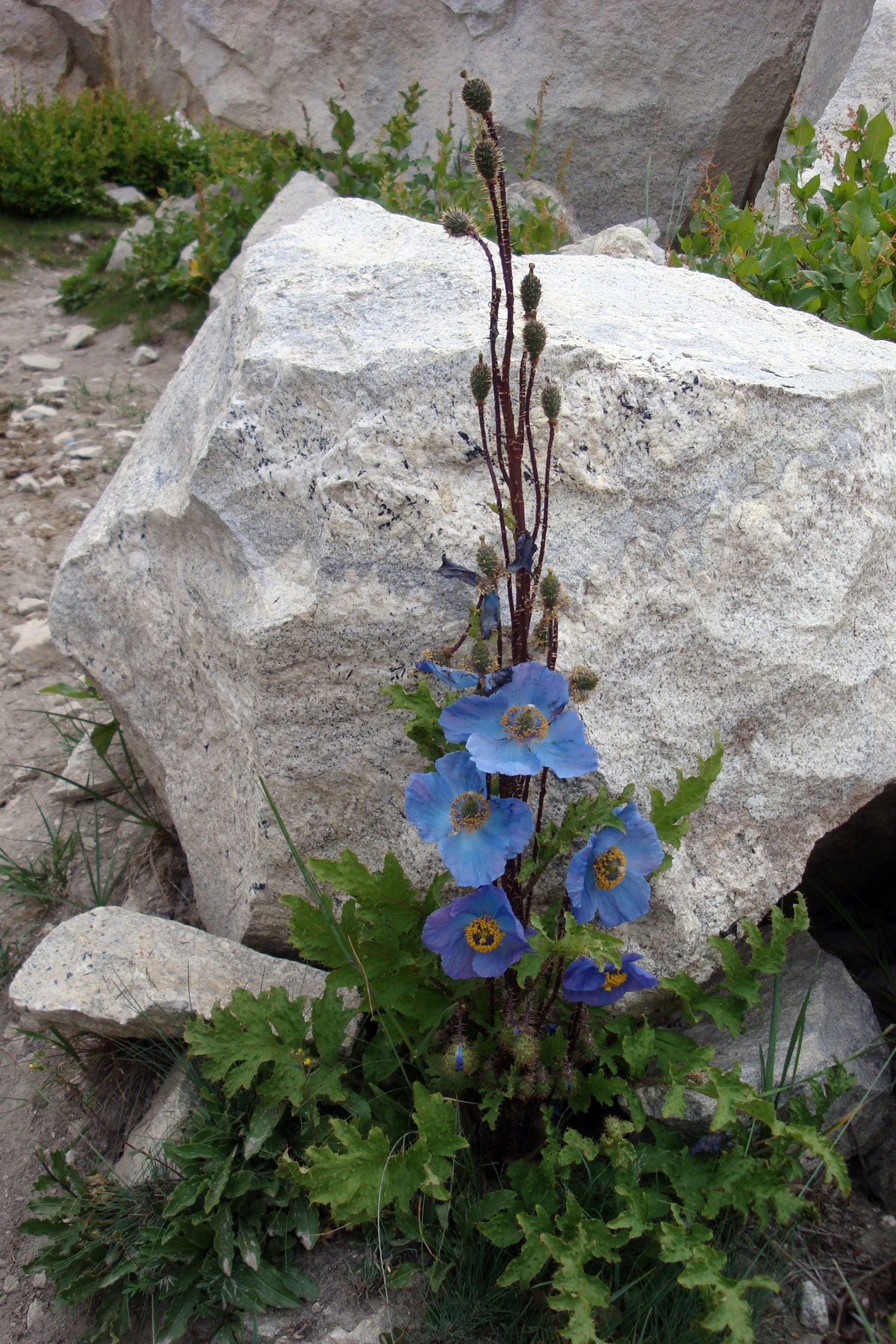
Meconopsis aculeata
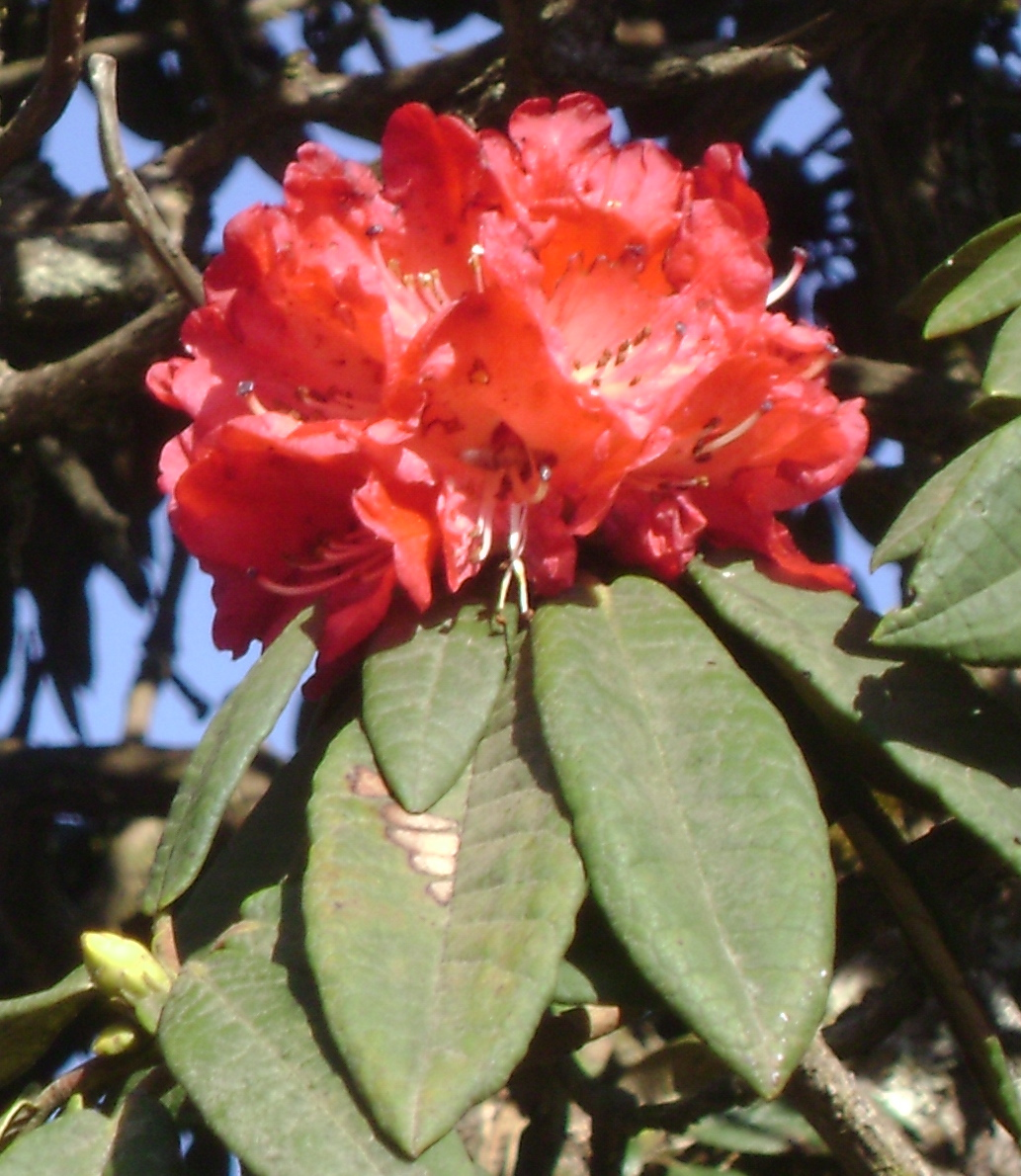
Różanecznik drzewiasty
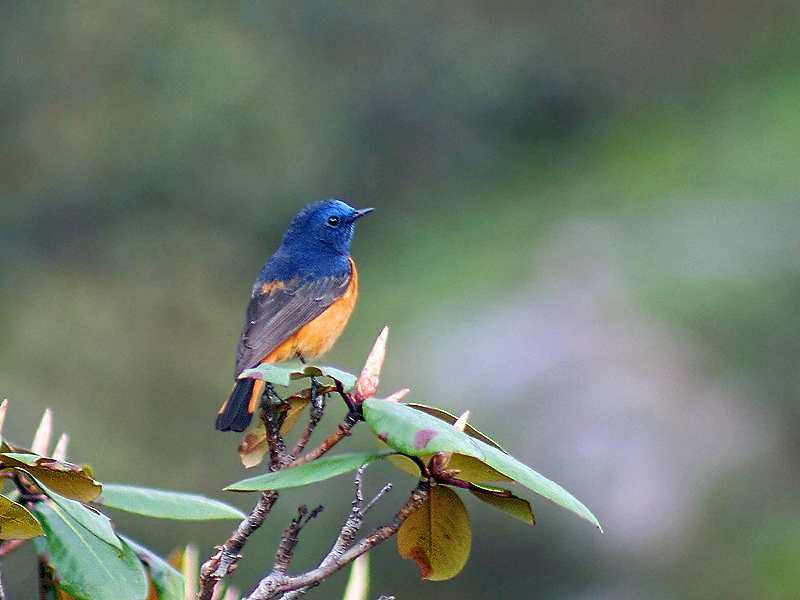
pleszka modra (Phoenicurus frontalis)
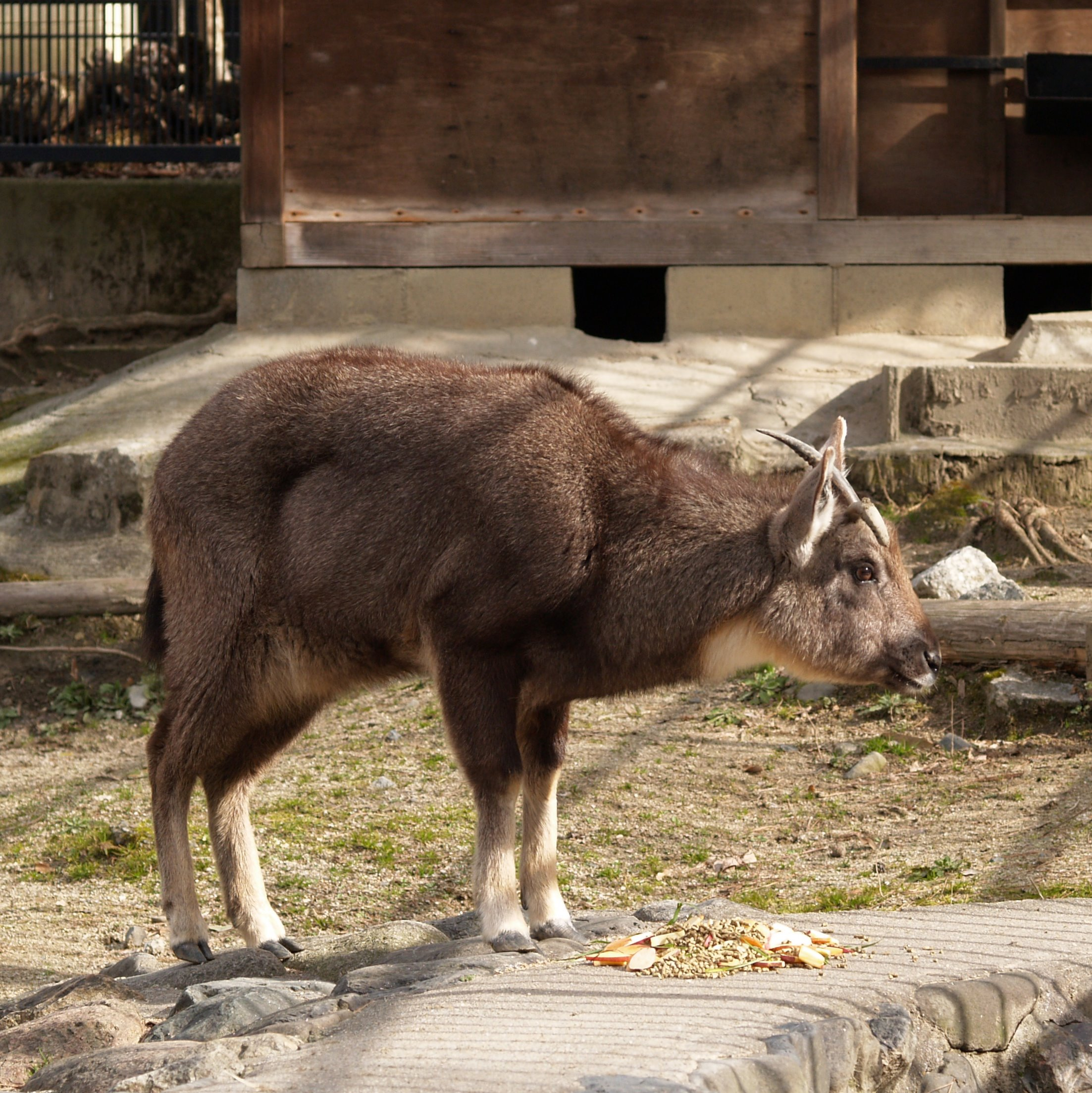
Goral
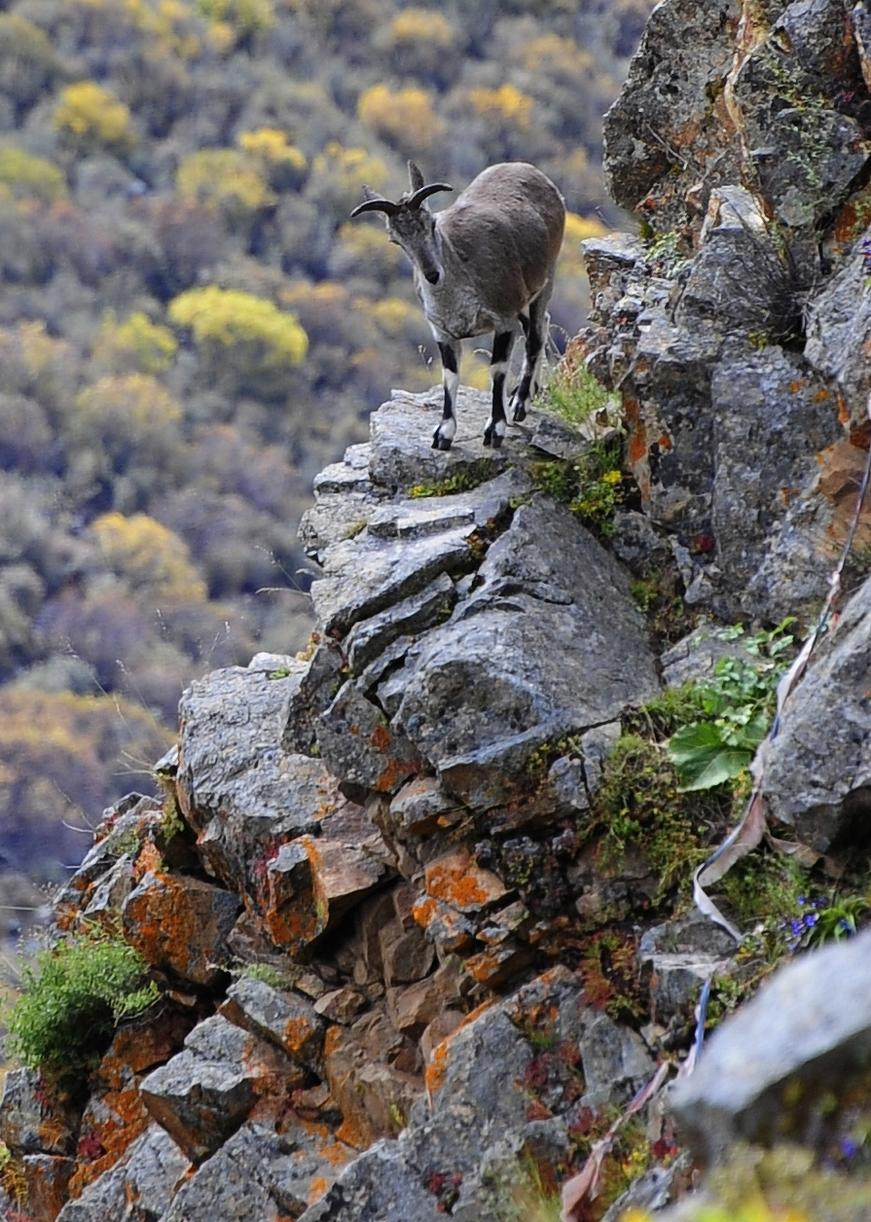
Nachur
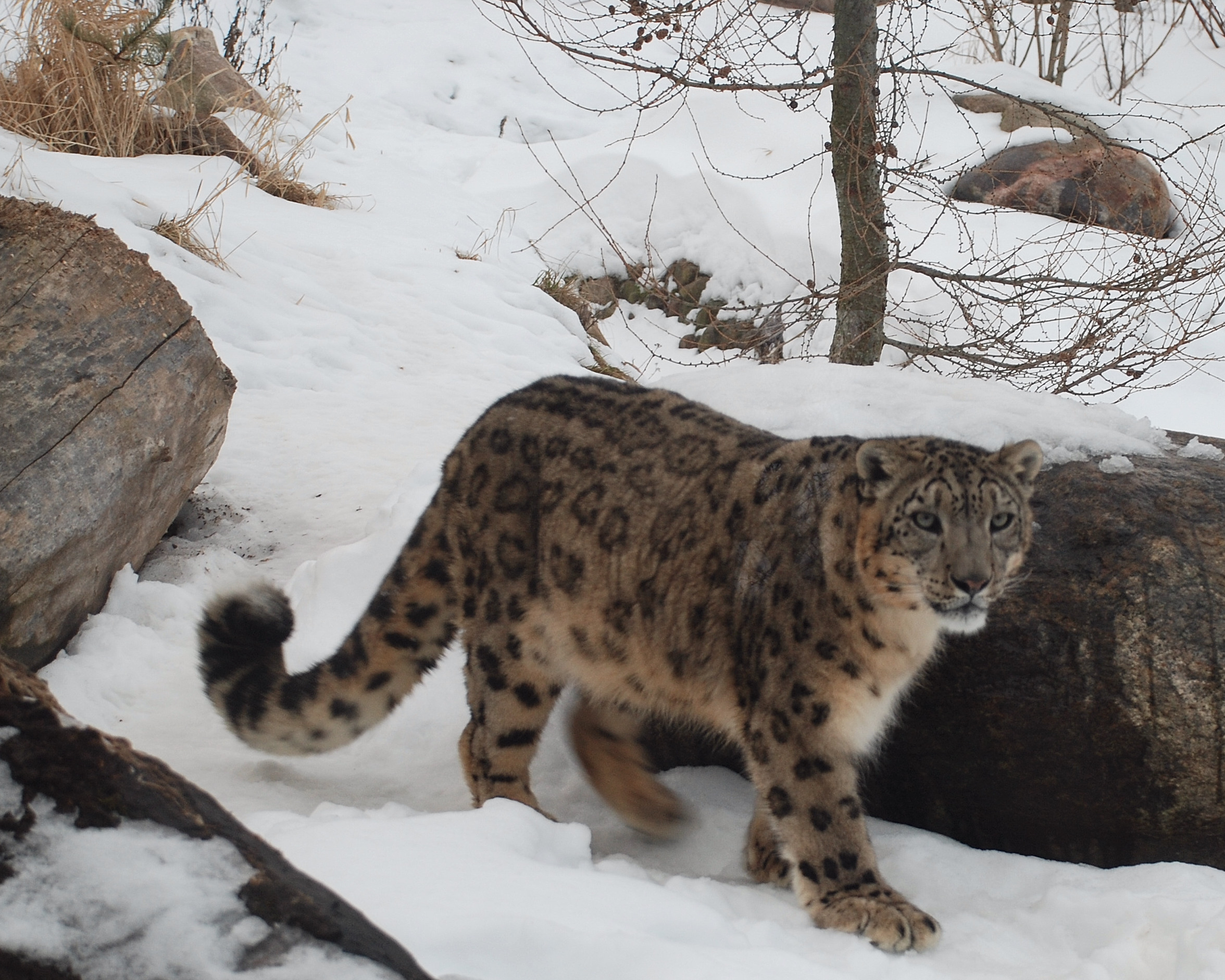
Irbis
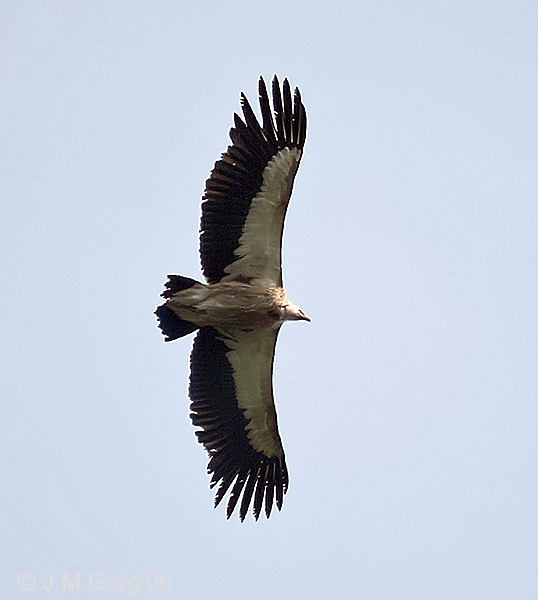
Sęp himalajski (Gyps himalayensis)
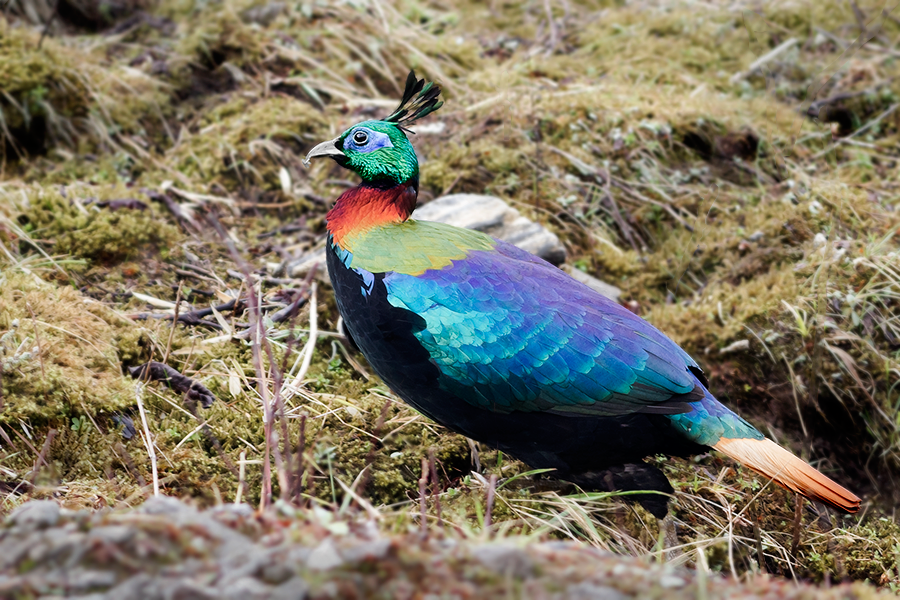
Olśniak himalajski (Lophophorus impejanus)